# Don Balón
Don Balón va ser una revista esportiva setmanal editada a Espanya des del 7 d'octubre de 1975 per l'empresa Editorial Don Balón S.A.. El seu contingut estava especialitzat en futbol espanyol i internacional i era considerada com una de les més importants publicacions esportives d'Europa.
La redacció de la revista estava situada a Barcelona. Amb circulació als cinc continents, la revista posseïa una xarxa de corresponsals a més de 50 països.
La revista va desaparèixer el 6 de setembre de 2011, en gran part arran de la detenció del seu editor per un escàndol relatiu a un suposat desviament econòmic il·legal.
Pocs anys després del seu tancament, el dia 7 de març de 2015, reneix la seva versió digital, la qual continua en plena activitat avui dia.

## Història
Don Balón va néixer la tardor de 1975 amb la voluntat d'omplir un nínxol que quedava estranyament lliure a l'Estat Espanyol. De seguida es va consolidar com una de les publicacions amb més prestigi del panorama estatal i es va convertir en lectura obligada per als amants del futbol per la seva veracitat, equanimitat i objectivitat.
Don Balón era, des de 1989, membre de la European Sports Magazines, associació que engloba a les més importants publicacions europees dedicades al futbol, com World Soccer (Anglaterra), Kicker (Alemanya) o A Bola (Portugal), i que concedeix el premi Bota d'Or al màxim golejador de les lligues europees.
A més de la publicació setmanal, oferia periòdicament edicions extres com Todofútbol, Extra Lliga, Extra Copes Europees i Extra 2ªB i Tercera Divisió, entre d'altres. La revista atorgava, des de 1976, el Premi Don Balón als millors de la Lliga espanyola de futbol. El premi, considerat un dels més prestigiosos del futbol espanyol, tenia diverses categories: al millor futbolista espanyol, al millor futbolista estranger de la Lliga espanyola, al millor àrbitre espanyol, al jugador revelació de la Lliga espanyola, entre d'altres.
A més, Don Balón va concedir entre 1984 i 1997 els Premis Literaris Don Balón, que constaven de dues modalitats: el Premi Don Balón de Novel·la i Assaig, i el Premi de poesia esportiva Juan Antonio Samaranch.
La crisi econòmica i la detenció per un presumpte desviament de diners del seu editor Rogelio Rengel Mercadé va propiciar l'aturada de l'activitat a la redacció el 6 de setembre de 2011.
Tot i que en un primer moment es va parlar de convertir la revista en mensual, la proposta no es va dur a terme i la revista no ha tornat a sortir als quioscs tot i que també s'ha parlat de cedir la capçalera a una altra editorial per tal de no deixar-la de publicar.
Per Don Balón hi han passat molts dels periodistes que ara són coneguts arreu per la seva feina en diversos mitjans. Mercedes Milà en va ser directora l'any 1976, mentre que Jose María García n'era l'editor. Alfredo Relaño, actual director del diari esportiu As, també va ser redactor d'aquesta revista. Més actualment, hi trobem com a director Sergi Mas, periodista de COM Ràdio, en el període 2004-06.
Tot i això, qui més lligat ha estat a la publicació durant pràcticament tota la seva existència és Rogelio Rengel Mercadé que va ser director de la publicació en diverses etapes des de 1977 i editor des de 2006 i fins a l'escàndol econòmic que en va provocar el tancament.
L'últim director va ser Toni Casals, des del 2006, al capdavant d'un equip que comptava amb només 5 redactors, mentre que el 1978 la revista va arribar a tenir un equip de fins a 14 persones treballant per treure la revista al carrer.
L'actual director general de la publicació, que en aquests moments només s'edita en versió digital, és Rogelio Rengel Ros, fill de Rogelio Rengel Mercadé.